# The Deadly Mantis
The Deadly Mantis – amerykański film science fiction z 1957 roku.

## Fabuła
Wybuch wulkanu, w pobliżu bieguna północnego, powoduje rozpad arktycznego lodowca i uwalnia uwięzioną w lodzie gigantyczną, prehistoryczną modliszkę. Olbrzymi owada udaje się na południe siejąc śmierć i spustoszenie. Wojsko podejmuje współpracę z paleontologami, by powstrzymać groźnego potwora.

## Główne role
- Craig Stevens - Joe Parkman
- William Hopper - doktor Nedrick 'Ned' Jackson
- Alix Talton - Marge Blaine
- Donald Randolph - generał Mark Ford
- Pat Conway - sierżant Pete Allen
- Florenz Ames - profesor Anton Gunther
- Paul Smith - urzędnik
- Phil Harvey - Lou
- Floyd Simmons
- Paul Campbell - Fred Pizar
- Helen Jay - Farley